# Hideyuki Akai
Hideyuki Akai (japanisch 赤井 秀行 Akai Hideyuki; * 2. Mai 1985 in der Präfektur Chiba) ist ein japanischer Fußballspieler.

## Karriere
Akai erlernte das Fußballspielen in der Universitätsmannschaft der Ryūtsū-Keizai-Universität. Seinen ersten Vertrag unterschrieb er 2008 bei Tochigi SC. Der Verein spielte in der dritthöchsten Liga des Landes, der Japan Football League. 2008 wurde er mit dem Verein Vizemeister der Japan Football League und stieg in die J2 League auf. Am Ende der Saison 2015 stieg der Verein in die J3 League ab. Im Juli 2016 wechselte er zum Ligakonkurrenten SC Sagamihara.